# Pyotr Alekseyevich Gan
Pyotr Alekseyevich Gan (Пётр Алексеевич Ган) ou Peter von Hahn (?, 1799 – Stavropol, 1875) foi um nobre e militar russo, é mais lembrado por ter sido o pai de Helena Blavatsky.
Era filho do Lugar-tenente-general Alexis Gustavovich von Hahn e da condessa Elizabeth Maksimovna von Probsen. Sua família era oriunda da Alemanha, e em 1830 casou com Helena de Fadeyev, com quem foi pai de Helena Blavatsky e mais três outros filhos, Alexander, morto na infância, Vera e Leonid. Logo após o casamento participou da supressão da insurreição polonesa de 1831, e depois foi enviado ao Cáucaso para controlar as tribos rebeldes das montanhas. Antes de 1848 aposentou-se e foi viver em São Petersburgo. Depois da morte da esposa casou novamente com a baronesa von Lange e teve uma filha, Lisa.